# Philereme vetulata
Philereme vetulata là một loài bướm đêm thuộc họ Geometridae. Nó được tìm thấy ở much of miền Cổ bắc.
Sải cánh dài 24–30 mm. Có một lứa một năm con trưởng thành bay từ the end of tháng 5 đến tháng 8.
Ấu trùng ăn Rhamnus frangula. 

## Hình ảnh

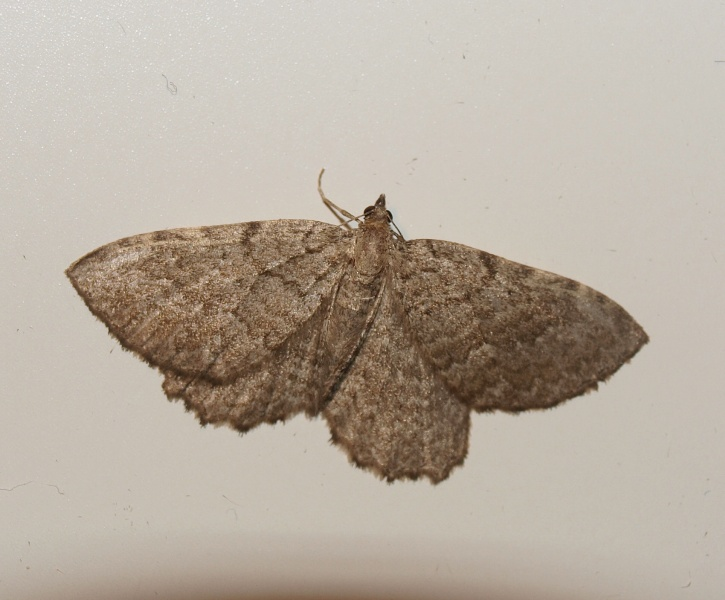
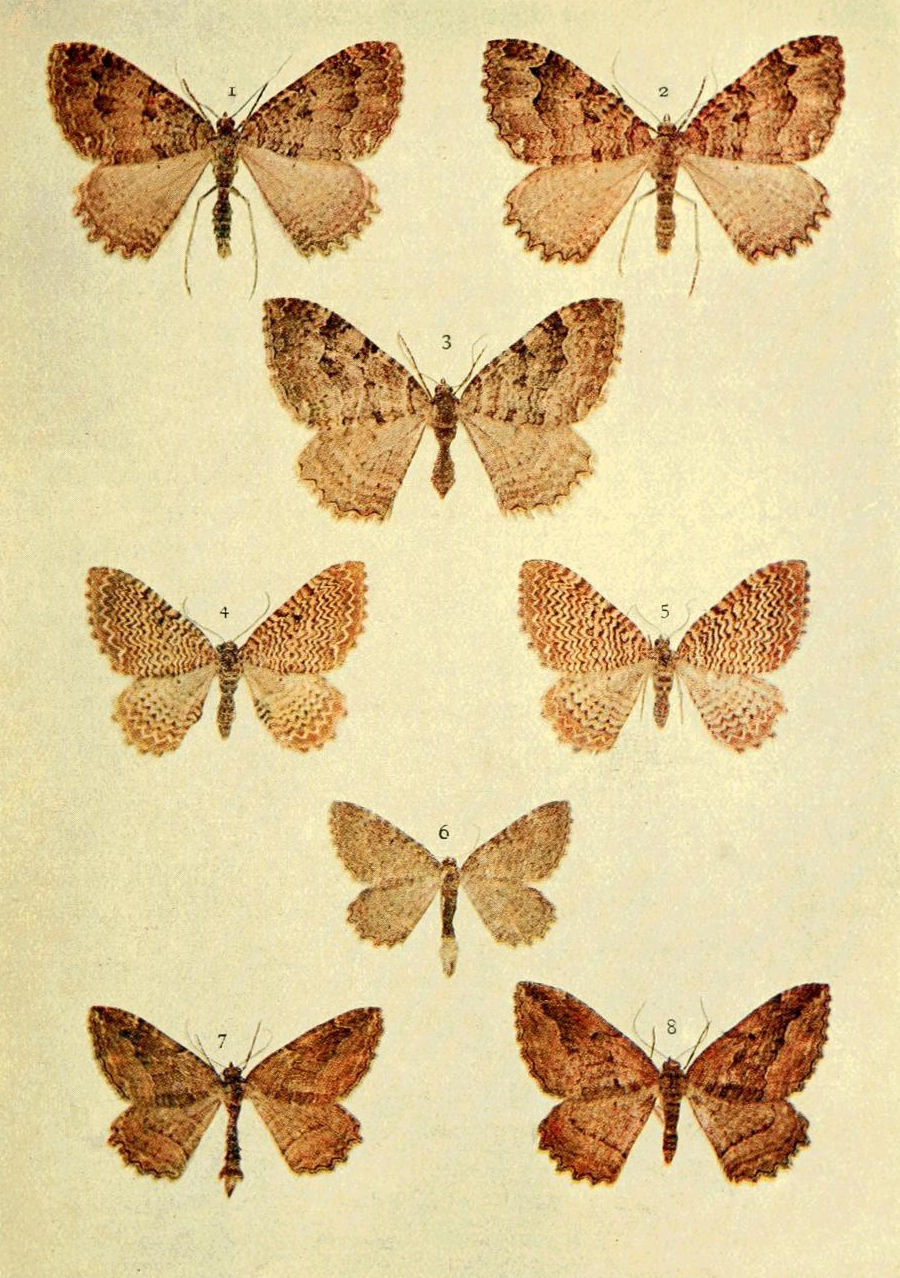